# Hajdu család
A Hajdu család Túrkeve város és tágabban a Jászkunság majd Jász-Nagykun-Szolnok vármegye társadalmi életében 2 és fél évszázadon át meghatározó jelentőségű család volt. A redemptio során Hajdu Benedek és Hajdu István váltotta meg Kenéz Mihály után a legnagyobb területet így a Hajdu család birtokolta a legnagyobb területet Túrkeve határában.

## Családtörténete
Hajdu János özvegye két fiával, Miklóssal és Istvánnal a visszatelepülők első csoportjával költözött az 1700-as évek közepén Túrkevére. Miklós Magyar Sárával kötött házasságából született Benedek. A redemptio idején Kenéz Mihály után a két testvér Hajdú István és Hajdú Benedek  váltotta meg Túrkevén a legnagyobb területet. Benedek Debreczenyi Katalinnal kötött házasságából 7 gyermek született közülük Ferenc a túrkevei nemes Hajdu család őse. A család nemességét Ferenc, Mihály, József és Imre kérésére a Jász- és Kun-kerületekben 1842 augusztus 11-én, erősítették meg.
Hajdu Mihályt 1848-ban nagykun kapitánnyá választották, Hajdu Ignác 1869 és 1875 között Túrkeve és a Nagykun-kerület országgyűlési képviselője. Hajdu Imre a város jelentős donátora, a túrkevei református templom 3 harangjának adományozója. Hajdu József 1896-tól 1901-ig a Túrkevét is magába foglaló Kunszentmiklósi központú országgyűlési választókerület képviselője. 
A család földbirtokát 1947-ban elkobozták, dr. Hajdu József közjegyzői megbízatását visszavonták a család emigrációba kényszerült. 1949. május 22-én szálltak fel a General Langfitt Nápolyból induló hajóra és 1949. június 17-én érkeztek Melbourne-be új hazájukban, AusztráliábanHajdu József unokája Joe Hajdu a Melbourne-i Deakin Egyetem geográfia professzora több európai városról készült monográfia szerzője. 2015-ben jelent meg Budapestről írt könyve: Budapest: A History of Grandeur and Catastrophe címen. Hajdu József dédunokái közül egyetlen él Magyarországon Budapesten.

## Családfa
- Hajdu Miklós (1690 - 1738) felesége Magyer Sára
  - Hajdu Benedek (1728 - 1778) felesége Debrecenyi Katalin
    - Hajdu Sára
    - Hajdu Mihály
    - Hajdu Ferenc (1761 - 1817) felesége Patai Ilona
      - Hajdu Ferenc
      - Hajdu Sára
      - Hajdu Mihály (1790 - 1872) felesége Laczka Mária
        - Hajdu László felesége Sárkány Terézia
        - Hajdu Karolina
        - Hajdu Mária férje Kiss Sándor
        - Hajdu Ignác

      - Hajdu József (1793 - 1850) felesége Csegei Mária
        - Hajdu Miklós felesége Kenéz Konstancia
          - Hajdu Sándor felesége Kállay Mária Terézia

        - Hajdu József
        - Hajdu János felesége Kenéz Sarolta
          - Hajdu Ilona Sarolta férje Mészáros Lajos
          - Hajdu Gizella Jolánta férje Boleman Lajos
          - Hajdu Erzsébet Mária férje Scheftsik István
          - Hajdu József felesége Felsőőri Nagy Anna
            - Hajdu Pál felesége Tomcsala Melánia
            - Hajdu János felesége Herczeg Etelka

          - Hajdu János
          - Hajdu Mária Magdaléna férje Tövesi Faur Kornél kir. főmérnök
          - Hajdu Sándor
          - Hajdu Sarolta Anasztázia

        - Hajdu Zsuzsanna férje Hegedüs Pál

      - Hajdu Imre (1801 - 1873)
        -           - Hajdu Sándor

      - Hajdu Zsuzsanna férje Rácz András
      - Hajdu János
      - Hajdu Imre
      - Hajdu Sándor
      - Hajdu Benedek

    - Hajdu Miklós

  - Hajdu János felesége Katona Sára